# Američko udruženje sveučilišnih nakladnika
Američko udruženje sveučilišnih nakladnika (Association of American University Presses, AAUP) je udruženje u kojem su većinom, ali ne isključivo sjevernoamerički sveučilišni nakladnici. Sjedište je u New Yorku, SAD.
Službeno je osnovano 1937. godine. Ipak, dvadesetak izvornih članova AAUP-a redovno su se sastajali još od 1920. godine. Nakladnici su se susretali radi raspravljanja o problemima s kojima su se suočavali sveučilišni nakladnici i problemima sve dok se skupina nije počela formalno sastajati na dnevnoj osnovici. U skupini su vjerovali da bi inicijative za suradnjom bile na dobrobit članskim institucijama i njihovim nakladničkim kućama. 1928. godine trinaestak sveučilišnih nakladnika napravilo je kooperacijski katalog od šezdeset i pet naslova. Uskoro je skupina davala kooperacijske oglase s New York Timesom, objavljivala prodajne kataloge te proizvela prvi prosvjetni direktorij, specijaliziranu izravnu dopisnu-listu američkih akademika i knjižničara. 

## Popis članova
Prema popisu članova na službenoj stranici, 2013. AAUP je imao 131 člana:
- Abilene Christian University Press
- University of Akron Press
- University of Alabama Press
- University of Alaska Press
- University of Alberta Press
- American Historical Association
- American Psychiatric Publishing
- American School of Classical Studies at Athens
- American University in Cairo Press
- Amsterdam University Press
- University of Arizona Press
- University of Arkansas Press
- Athabasca University Press
- Baylor University Press
- Beacon Press
- University of British Columbia Press
- Brookings Institution Press
- University of Calgary Press
- University of California Press
- Cambridge University Press
- Carnegie Mellon University Press
- Catholic University of America Press
- University of Chicago Press
- Chinese University Press
- University Press of Colorado
- Columbia University Press
- Cork University Press
- Cornell University Press
- Dumbarton Oaks
- Duke University Press
- Duquesne University Press
- Eastern Washington University Press
- University Press of Florida
- Fordham University Press
- Gallaudet University Press
- Georgetown University Press
- University of Georgia Press
- Getty Publications
- Harvard University Press
- University of Hawai'i Press
- Hong Kong University Press
- Howard University Press
- University of Illinois Press
- Indiana University Press
- University of Iowa Press
- Island Press
- Jewish Publication Society
- Johns Hopkins University Press
- University Press of Kansas
- Kent State University Press
- University Press of Kentucky
- Leuven University Press
- Louisiana State University Press
- McGill-Queen's University Press
- Marquette University Press
- University of Massachusetts Press
- The MIT Press
- Mercer University Press
- University of Michigan Press
- Michigan State University Press
- Minnesota Historical Society Press
- University of Minnesota Press
- University Press of Mississippi
- University of Missouri Press
- Modern Language Association
- Museum of Modern Art
- National Academies Press
- National Gallery of Art
- Naval Institute Press
- University of Nebraska Press
- University of Nevada Press
- University Press of New England
- University of New Mexico Press
- New York University Press
- University of North Carolina Press
- University of North Texas Press
- Northern Illinois University Press
- Northwestern University Press
- University of Notre Dame Press
- Ohio University Press
- University of Oklahoma Press
- Oregon State University Press
- University of Ottawa Press
- Oxford University Press
- University of Pennsylvania Press
- Pennsylvania State University Press
- University of Pittsburgh Press
- Edizioni Plus - Pisa University
- Princeton University Press
- University of Puerto Rico Press
- Purdue University Press
- RAND Corporation
- Resources for the Future/RFF Press
- Rice University Press
- RIT Cary Graphic Arts Press
- University of Rochester Press
- Rockefeller University Press
- Russell Sage Foundation
- Rutgers University Press
- Society of Biblical Literature
- University of South Carolina Press
- Southern Illinois University Press
- Southern Methodist University Press
- Stanford University Press
- State University of New York Press
- Syracuse University Press
- Teachers College Press
- Temple University Press
- University of Tennessee Press
- University of Texas Press
- Texas A&M University Press
- Texas Christian University Press
- Texas Tech University Press
- Texas Western Press
- University of Tokyo Press (English Catalog)
- University of Toronto Press
- United Nations University Press
- United States Institute of Peace
- W. E. Upjohn Institute for Employment Research
- Urban Institute
- University of Utah Press
- Utah State University Press
- Vanderbilt University Press
- University of Virginia Press
- University of Washington Press
- Washington State University Press
- Wayne State University Press
- Wesleyan University Press
- University of the West Indies Press
- West Virginia University Press
- Wilfrid Laurier University Press
- University of Wisconsin Press
- Woodrow Wilson Center Press
- Yale University Press

## Vanjske poveznice
- Službene stranice  Arhivirana inačica izvorne stranice od 11. veljače 2011. (Wayback Machine)